# Volcán Los Cardos
Volcán Los Cardos är en vulkan i Mexiko.   Den ligger i delstaten Morelos, i den sydöstra delen av landet, 40 km söder om huvudstaden Mexico City. Toppen på Volcán Los Cardos är 3 143 meter över havet.
Terrängen runt Volcán Los Cardos är lite bergig. Runt Volcán Los Cardos är det tätbefolkat, med 636 invånare per kvadratkilometer. Närmaste större samhälle är Cuernavaca, 19,1 km söder om Volcán Los Cardos. I omgivningarna runt Volcán Los Cardos växer i huvudsak blandskog.